# Ivantjärnen
Ivantjärnen är en sjö i Ockelbo kommun i Gästrikland och ingår i Testeboåns huvudavrinningsområde. Sjön har en area på 0,122 kvadratkilometer och ligger 211 meter över havet.

## Delavrinningsområde
Ivantjärnen ingår i det delavrinningsområde (674504-154134) som SMHI kallar för Mynnar i Laån. Medelhöjden är 195 meter över havet och ytan är 14,5 kvadratkilometer. Det finns inga avrinningsområden uppströms utan avrinningsområdet är högsta punkten. Vattendraget som avvattnar avrinningsområdet har biflödesordning 3, vilket innebär att vattnet flödar genom totalt 3 vattendrag innan det når havet efter 65 kilometer. Avrinningsområdet består mestadels av skog (87 procent). Avrinningsområdet har 0,35 kvadratkilometer vattenytor vilket ger det en sjöprocent på 2,4 procent.